# Hadenini

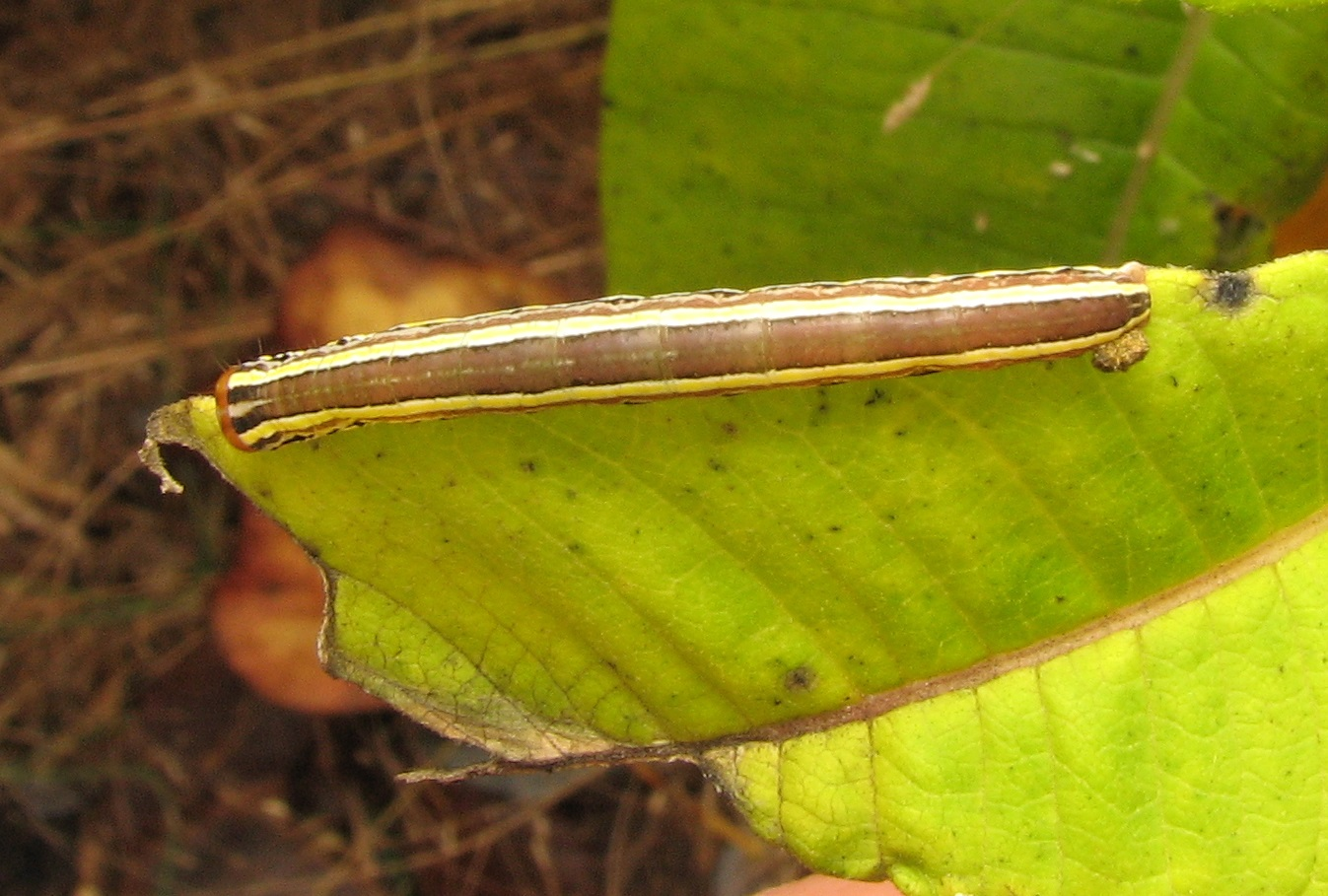
Oruga de Trichordestra legitima en Asclepias

Hadenini es una tribu de tamaño medio de lepidópteros de la familia Noctuidae. Como numerosos géneros de esta tribu aún no han sido asignados a una subtribu, esta lista de géneros es preliminar.
Varias especies son notables plagas.
Subtribu Clemathadina
- Cerapteryx
- Lasionycta
- Tholera

Subtribu Discestrina
- Anarta
- Coranarta
- Cardepia
- Hadula

Subtribu Hadenina
- Enterpia
- Hadena

Subtribu Mamestrina
- Ceramica
- Conisania
- Hada
- Hecatera
- Hypobarathra
- Hyssia
- Lacanobia
- Mamestra
- Melanchra
- Papestra
- Saragossa
- Sideridis
- Trichordestra

Subtribu Poliina
- Pachetra
- Polia